# Altheim (Ausztria)
Altheim osztrák város Felső-Ausztria Braunau am Inn-i járásában. 2019 januárjában 4933 lakosa volt. 

## Elhelyezkedése

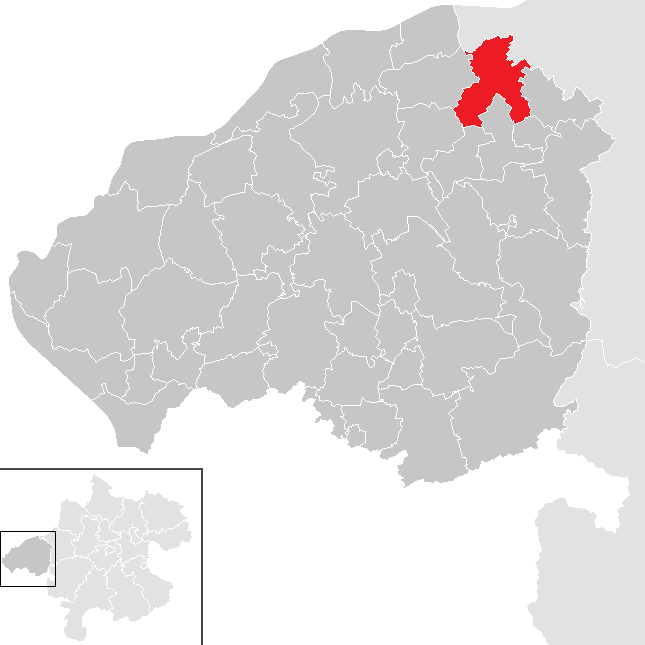
Altheim a Braunau am Inn-i járásban

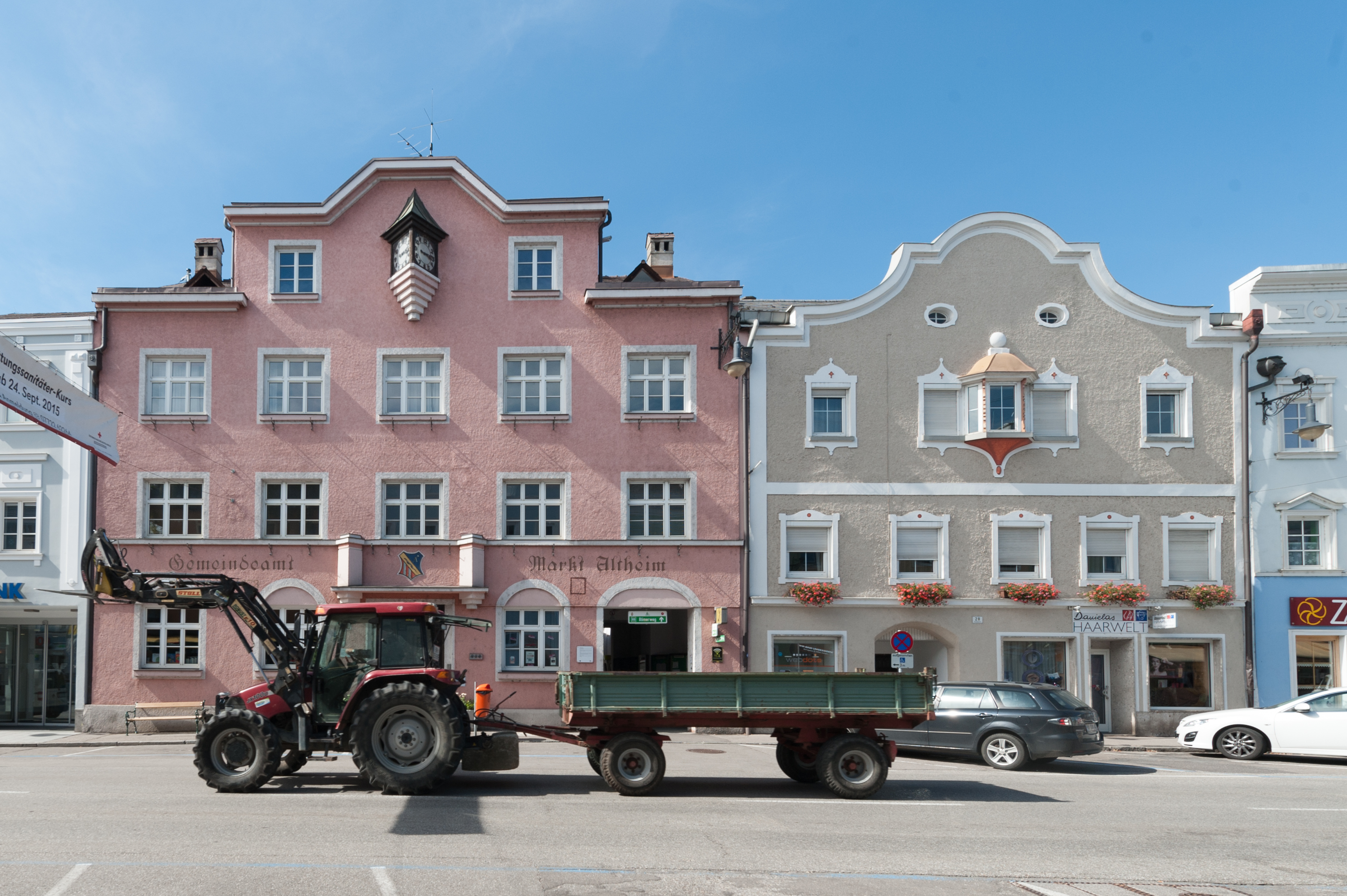
A régi városháza Altheim főterén

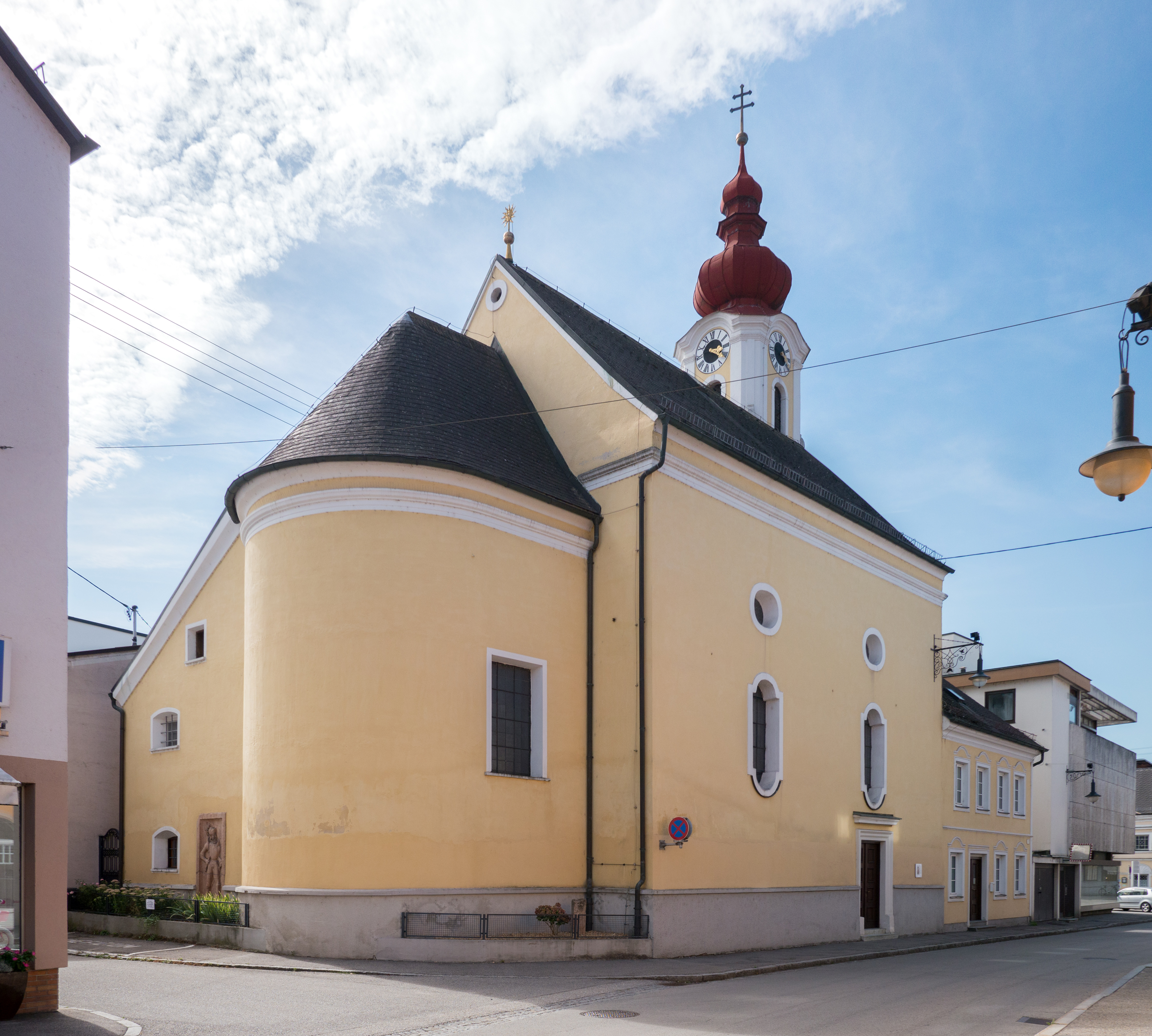
A Szt. Sebestyén-templom

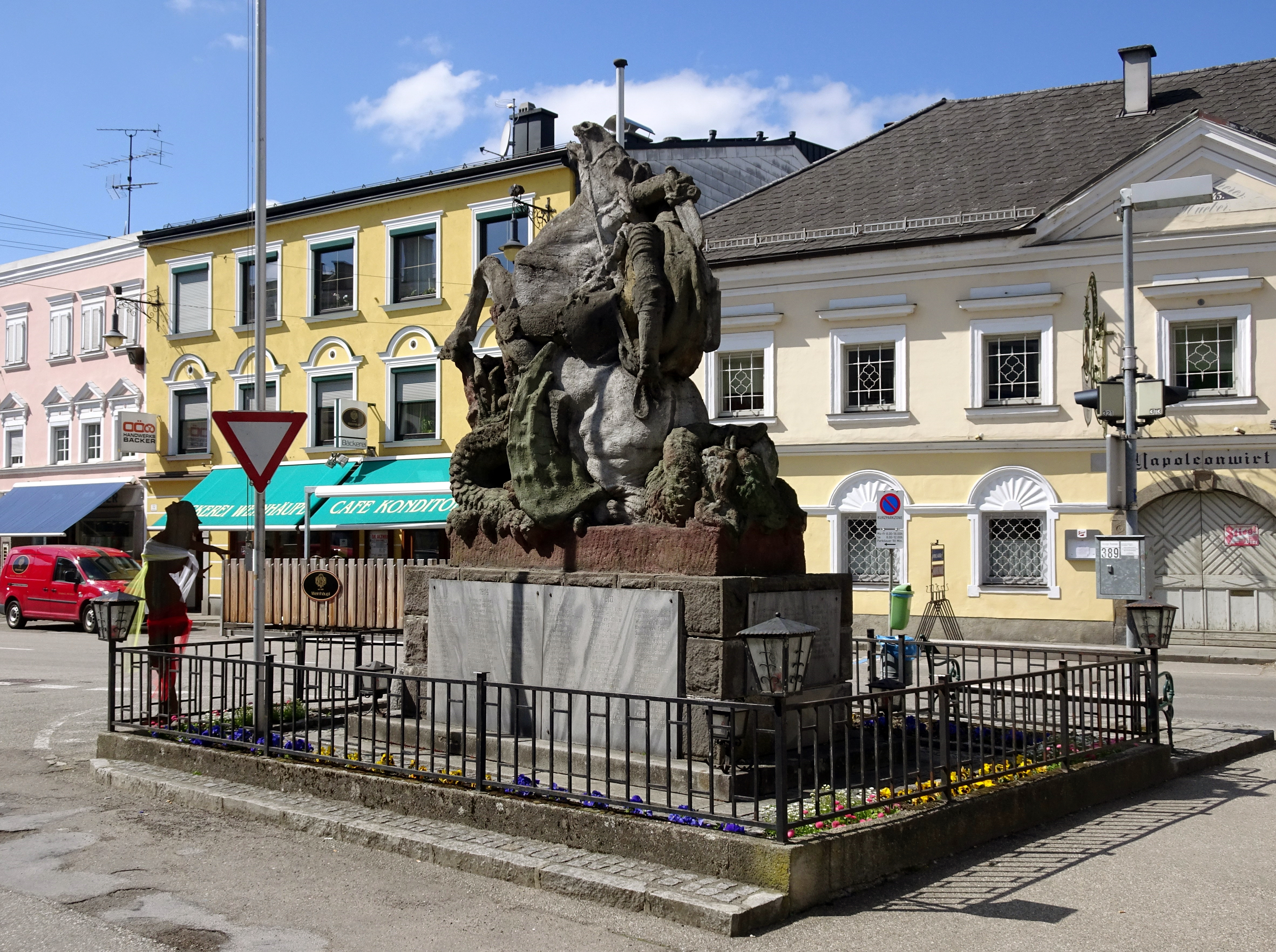
A háborús emlékmű

Altheim Felső-Ausztria Innviertel régiójában fekszik, az Innvierteli-dombság és az Inn-völgy találkozásánál, a Mühlheimer Ache folyó mentén. Területének 11,1%-a erdő, 74,3% áll mezőgazdasági művelés alatt. Az önkormányzat 15 településrészt és falut egyesít: Altheim, Diepolding, Englwertsham, Gallenberg, Gaugsham, Kling, Lehen, Lüfteneck, Mauernberg, Schwaig, Stern, Wagham, Weidenthal, Weirading és Wolfegg.
A környező önkormányzatok: délkeletre Polling im Innkreis és Sankt Veit im Innkreis, délre Roßbach, délnyugatra Treubach, nyugatra Moosbach és Weng im Innkreis, északra Mühlheim am Inn, északkeletre Geinberg.

## Története
Altheimet először 903-ban említik. 1581-ben V. Vilmos bajor herceg mezővárosi jogokkal ruházta fel. A település alapításától kezdve egészen 1779-ig Bajorországhoz tartozott, amikor azonban a bajor örökösödési háborút lezáró tescheni béke következtében a teljes Innviertel Ausztriához került át. A napóleoni háborúk során 1809-ben a régiót a franciákkal szövetséges Bajorország visszakapta, majd Napóleon bukása után ismét Ausztriáé lett. 
A köztársaság 1918-as megalakulásakor Altheimet Felső-Ausztria tartományhoz sorolták. Miután Ausztria 1938-ban csatlakozott a Német Birodalomhoz, az Oberdonaui gau része lett; egy évvel később egyesítették a szomszédos Sankt Laurenz községgel. A második világháború után visszakerült Felső-Ausztriához. Altheim 2003-ban kapott városi rangot.  

## Lakosság
Az altheimi önkormányzat területén 2019 januárjában 4933 fő élt. A lakosságszám 1971 óta nagyjából egy szinten maradt. 2016-ban a helybeliek 88,3%-a volt osztrák állampolgár; a külföldiek közül 2,7% a régi (2004 előtti), 4,9% az új EU-tagállamokból érkezett. 3,3% a volt Jugoszlávia (Szlovénia és Horvátország nélkül) vagy Törökország, 0,9% egyéb országok polgára. 2001-ben a lakosok 88,4%-a római katolikusnak, 1,3% evangélikusnak, 4% mohamedánnak, 4% pedig felekezeten kívülinek vallotta magát. Ugyanekkor 6 magyar élt a városban; a legnagyobb nemzetiségi csoportot a német (94,5%) mellett a horvátok (2,2%) és a bosnyákok (1,2%) alkották.
A lakosság számának változása:
| Lakosok száma | 4798 | 4839 | 5055 |
|               | 2016 | 2018 | 2024 |

## Látnivalók
- a késő gótikus Szt. Lőrinc-plébániatemplom
- a Szt. Sebestyén-templom 1634-ben épült egy pestisjárvány elmúltával
- római élménymúzeum
- római villa rustica Weiradingban

## Híres altheimiek
- Reinhold Hintermaier (1956-) válogatott labdarúgó

## Fordítás
- Ez a szócikk részben vagy egészben  az   Altheim (Oberösterreich) című német Wikipédia-szócikk ezen változatának fordításán alapul.  Az eredeti cikk szerkesztőit annak laptörténete sorolja fel. Ez a jelzés csupán a megfogalmazás eredetét és a szerzői jogokat jelzi, nem szolgál a cikkben szereplő információk forrásmegjelöléseként.